# NGC 184
NGC 184는 안드로메다자리에 위치한 나선 은하이다. 1883년 10월 6일, 프랑스인 천문학자 Édouard Stephan에 의해 발견되었다.